# Хайнрих IV (Валдек)
Вижте пояснителната страница за други личности с името Хайнрих IV.
Хайнрих IV (II) фон Валдек (на немски: Heinrich IV (II) von Waldeck) е от 1305 до 1344 г. граф на Валдек.

## Биография
Роден е около 1282/1290 година. Той е най-възрастният син на граф Ото I фон Валдек († 1305) и съпругата му София фон Хессен (1264 – 1331), дъщеря на ландграф Хайнрих I фон Хесен († 1308) и първата му съпруга Аделхайд фон Брауншвайг-Люнебург († 1274). Внук е на граф Хайнрих III фон Валдек († 1267) и Мехтилд фон Куик-Арнсберг († 1298). Брат е на Адолф (III) († 1348), клерик в Лиеж и Хилдесхайм, Еберхард († 1342), клерик в Ерфурт и Майнц, Лудвиг († 1354), клерик в Мюнстер, Минден и Бремен, Аделхайд († 1329), омъжена на 23 януари 1314 г. за граф Вилхелм I фон Катценелнбоген († 1331).
Хайнрих IV последва баща си като граф и строи през 1306 г. замък Ветербург в Аролзен и получава проблеми с Хайнрих II фон Вирнебург, архиепископ и курфюрст на Кьолн. През 1307 г. Хайнрих е затворен от архиепископ Петер от Майнц, двамата се разбират през март 1308 г. и той е освободен. Хайнрих се оттегля по здравословни причини от управлението през 1344 г. Граф става неговият съ-регент от 1332 г. и син Ото II.
Умира на 1 май 1348 година. Погребан е в гробната капела „Св. Николаус“ в манастир Мариентал в Нетце.

## Фамилия
Хайнрих IV се жени 1304 г. за Аделхайд фон Клеве († сл. 26 юли 1337), дъщеря на граф Дитрих VI/VIII фон Клеве († 1305) и първата му съпруга Маргарета II фон Гелдерн († ок. 1287). Те имат децата:
- Ото II (* пр. 1307, † 1369), граф на Валдек (1344 – 1369)
- Дитрих фон Валдек († 1355), каноник в Кьолн, Мюнстер и Майнц
- Хайнрих V фон Валдек († 1347/1349), каноник в Кьолн и Минден
- Елизабет фон Валдек (* ок. 1330; † пр. 22 юни 1385), омъжена 1331 г. за граф Йохан II фон Насау-Хадамар († 1365), син на граф Емих I фон Насау-Хадамар († 1334)
- Армгард фон Валдек († ок. 1370), омъжена на 7 май 1342 г. за граф Конрад VI фон Дипхолц (* ок. 1325; † 1379), син на Рудолф III фон Дипхолц (* ок. 1300; † сл. 1350) и Юта фон Олденбург († сл. 1331)
- Мехтилд, fl 1339